# Ahmed Touba
Ahmed Touba, né le 13 mars 1998 à Roubaix, est un footballeur international algérien. Il évolue actuellement au poste de défenseur central au Panathinaïkós.

## Biographie

### En club

#### Formation et jeunesse

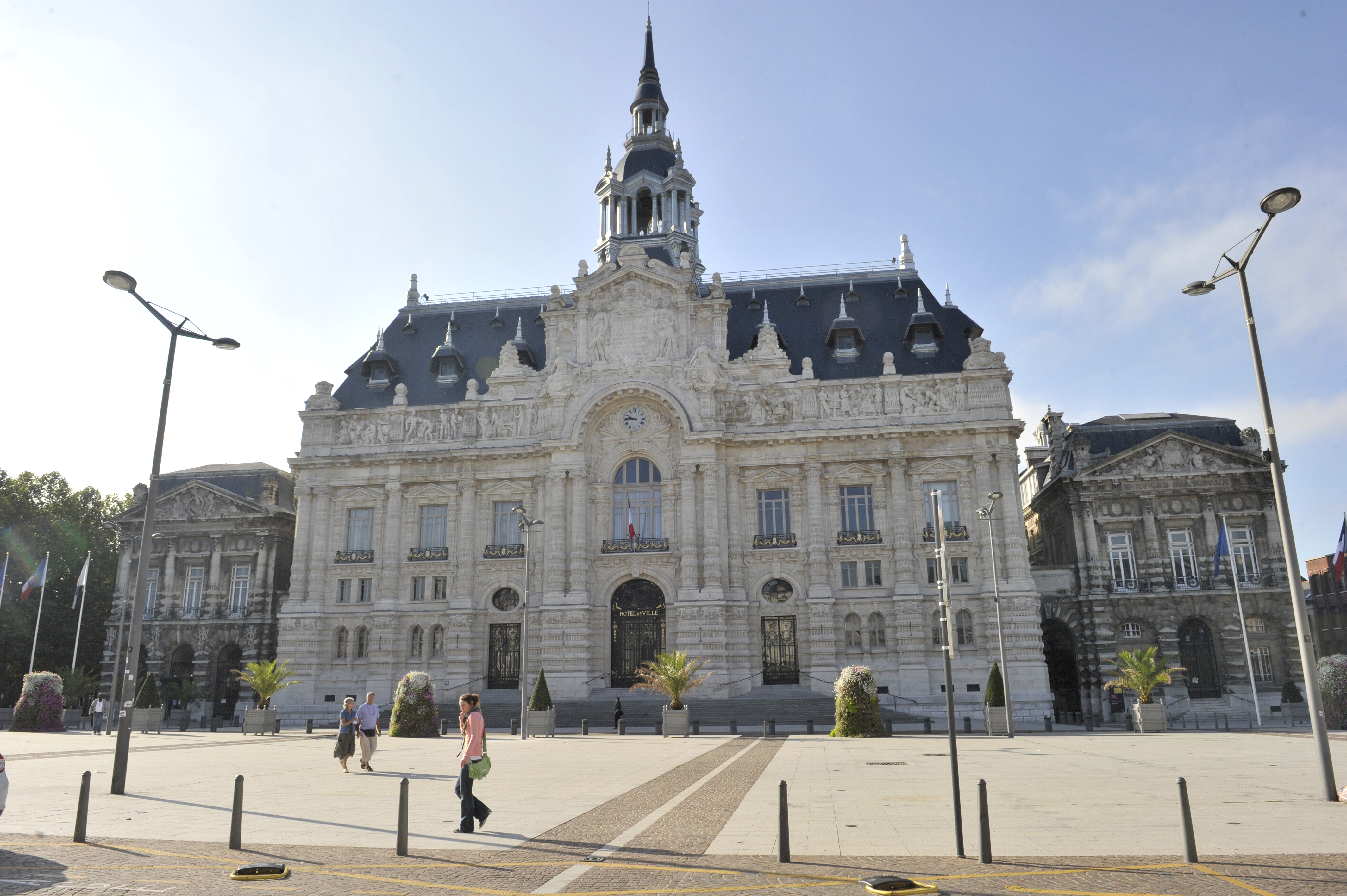
Roubaix, ville de naissance de Ahmed Touba.

Ahmed Touba naît à Roubaix de parents algériens originaire de Biskra, ville située aux portes du Sahara algérien, avec sa famille, il passait de nombreuses vacances en Algérie, il expliquera même, qu'il passait de longs moments dans le pays d'origine de ses parents. « Des fois, on restait plus longtemps que les vacances scolaires puisqu'on restait plusieurs mois. J'ai beaucoup de famille là-bas, j'ai grandi avec mes cousins du bled. Je suis très attaché à ma région. », explique le jeune natif de Roubaix. Âgé de cinq ans, il s'installe avec sa famille en Belgique et commence le football à l'âge de huit ans au RFC Tournai. Ahmed Touba possède les nationalités française, algérienne et belge. Son club favori en France est le Paris Saint-Germain et dans le monde le Real Madrid.
Ahmed Touba joue en faveur de nombreuses équipes de jeunes en Belgique, où il joue pour le RE Mouscron et le Standard de Liège et en France, il fait un bref passage avec les jeunes de Valenciennes FC, il retourne en Belgique cette fois avec le SV Zulte Waregem, où il reste deux ans, pour enfin signer en 2015 avec la formation du Club Bruges KV où c'est avec ces derniers que sa carrière prend réellement son envol.
Sven Vermant (ancien joueur de football belge), sera son nouvel entraîneur, avec les jeunes de Bruges, ce dernier décide de le titulariser en Youth League, dans un groupe composé des jeunes de Leicester City, FC Copenhague et FC Porto. Pour son premier match, le 13 septembre 2016, face au Foxes, il joue les 90 minutes, au poste d’arrière gauche, avec son équipe, il s'impose sur le score de 2-1, à la suite de cette bonne performance, le technicien belge décide de le titulariser tous les matchs suivants, notamment, au match retour face à cette même équipe de Leicester, sur un match assez tendu, il provoque un penalty à la 39e minute, où son coéquipier Dennis Van Vaerenbergh (en) inscrit le deuxième but avant la mi-temps, victoire 2-3, en fin de match. Pour le dernier match de ce groupe, à sa grand déception, face à Copenhague, il perd sur un lourd score de 0-3, à domicile, il termine à la troisième place du groupe à égalité de points avec ces mêmes Danois, mais le goal-average fait en sorte que Ahmad Touba et son équipe ne passeront pas au second tour.
Malgré cette élimination en Europe, il participe quatre mois plus tard en 2017, au tournoi de Viareggio, il joue les deux premiers matchs face au U19, du Genoa (match nul) et contre Parme, il inscrira son premier but avec la formation brugeoise, victoire 2-3, le dernier match du groupe, il sera sur le banc, et ne sera plus sur les feuilles de match pour le reste du tournoi. Il serait dans le viseur de nombreux clubs européens prestigieux tels que l'Olympique de Marseille, le FC Valence ou le Borussia Dortmund.

#### Les débuts en professionnel avec le Club Bruges
À la suite de ses bonnes prestations en équipe jeune, l’entraîneur de l’équipe première, Michel Preud'homme, décide de l’intégrer avec les professionnels. Dans un premier temps, le technicien belge décide de le laisser sur le banc pendant plus de dix matchs, il le lance en tant que latéral gauche, le 1er mai 2016, où il fait ses débuts en Jupiler Pro League avec le Club Bruges KV contre le SV Zulte Waregem, en remplaçant José Izquierdo à la 80e minute de jeu. Peu après ses premiers matchs professionnels, il prolonge son contrat avec le club brugeois jusqu'en 2021.
L'année suivante, il commence son premier match contre Istanbul Başakşehir pour le compte du troisième tour de qualification, de Ligue des champions, en rentrant à la 58e minute à la place de Laurens De Bock dans un match assez prolifique, son équipe et lui réalisent un match nul 3-3. Au retour, il est titulaire dès l'entrée mais réalise un mauvais match qui en conséquence sortira à la 71e minute, son équipe perd 2-0 à Istanbul, ce qui signifie la fin de l'aventure européenne en C1.
En championnat, il joue dès la deuxième journée contre KAS Eupen, seulement une mi-temps (victoire 3-1), malgré cela, il sera sur le banc les matchs suivants et ne sera plus sur la feuille de match, pire encore, il sera victime d'une blessure à la hanche qui l'oblige de suivre une opération, à la suite de cela, il faudra attendre trois mois pour revoir Ahmed Touba retrouver le terrain face au Standard de Liège mais joue seulement quatre minutes, il devient champion de Belgique avec son club formateur, le Club Bruges KV.

##### Prêt à Louvain (2018-2019)
À la suite d'un accord entre le club belge et Ahmed Touba, ce dernier sera prêté au Oud-Heverlee Louvain en Proximus League, qui est la deuxième division de Belgique.
Le 8 septembre 2018, il fait sa première apparition de la saison contre Lommel SK en tant que milieu gauche, son équipe et lui réaliseront un match nul sur le score de 1-1. Les matchs suivant son entraîneur Nigel Pearson décide de le positionner en tant que arrière gauche jusqu’à la fin de la saison, au total, il joue neuf matchs avec le Oud-Heverlee Louvain.

##### Prêt au PFK Beroe Stara Zagora (2019-2020)
Pour cette saison, Ahmed Touba, sera prêté au PFK Beroe Stara Zagora en première division bulgare. Il fait sa première apparition de la saison contre le Slavia Sofia en tant que arrière gauche, malgré cela, son équipe s’incline sur le score de 1-2. Contrairement à la saison précédente, Ahmed Touba est cette fois-ci défenseur central pour le reste de la saison.
Il dispute au total 17 matchs, avec le club bulgare.

#### Aventure néerlandaise avec RKC Waalwijk
Le 29 août 2020, Touba s'engage pour trois saisons avec le RKC Waalwijk. Le directeur Frank van Mosselveld (en) déclare lors de sa venue : « Comme nous l'avons dit précédemment, nous rechercherons patiemment et minutieusement des renforts qualitatifs pour notre équipe. En la personne d'Ahmed, nous avons le renforcement défensif souhaité. Nous suivons Ahmed depuis un certain temps et nous avons eu plusieurs conversations agréables avec lui. Ahmed va porter le maillot du RKC pendant plusieurs années. C'est un défenseur jeune, puissant et talentueux qui correspond bien à notre style de jeu ».
Le 13 septembre 2020, il débute son premier match en Eredivisie, contre le Vitesse Arnhem, défaite 1-2, malgré une saison difficile pour le club, Ahmed Touba s'illustre de plus en plus devenant titulaire indiscutable au poste de défenseur central, à la 11e contre VVV Venlo, il inscrit même son premier but de sa carrière qui permet par la suite à son équipe de gagner 2-3, il enchaîne des buts contre PEC Zwolle (21e) journée et le FC Emmen la journée suivante, toutes ces bonnes prestations ne passent pas inaperçues lors du mercato hivernal de 2021, où il attira l'attention de grands clubs néerlandais comme l'Ajax Amsterdam et AZ Alkmaar.

### En équipe nationale

#### Équipes de jeunes belges
En 2016, Touba est tour à tour convoqué avec l'équipe de Belgique des moins de 18 ans et des moins de 19 ans. Quatre ans plus tard, il est appelé en espoirs pour disputer les éliminatoires de l'Euro 2021. Il est titulaire dès ses débuts lors d'une victoire 5-0 contre l'équipe de pays de Galles espoirs le 9 octobre 2020. À la suite de la défaite des Belges face à la Bosnie-Herzégovine en novembre, Touba annonce quitter les espoirs.

#### Équipe d'Algérie
En 2020, Touba affirme vouloir représenter l'Algérie, son pays d'origine dont il possède la nationalité : « Mon objectif est simple : briller davantage pour attirer le regard des meilleurs clubs, et aussi celui du sélectionneur national Djamel Belmadi. ».
Le 20 mars 2021, bien que Belmadi n'ait pas encore dévoilé sa liste, le défenseur révèle sa convocation avec les Fennecs sur ses réseaux sociaux. Le lendemain, Touba est officiellement convoqué par le sélectionneur pour les matchs contre la Zambie et le Botswana dans le cadre des qualifications à la CAN 2021. N'ayant pas été aligné lors desdites rencontres, la presse belge indique en avril 2021 qu'il souhaiterait malgré tout porter les couleurs de la Belgique.
Le 28 mai 2021, Ahmed Touba est de nouveau convoqué avec les Fennecs. Le 3 juin, il honore sa première sélection en tant que titulaire contre la Mauritanie,. Le match se solde par une victoire 4-1 des Algériens.  Le 29 décembre 2023, il est retenu dans la liste des vingt-sept joueurs algériens sélectionnés par Djamel Belmadi pour disputer la Coupe d'Afrique des nations 2023.

## Style de jeu
N'ayant pas un poste fixe dans un premier temps, Ahmed Touba devra attendre lors de son expérience en Bulgarie pour trouver son poste définitif : défenseur central, en effet, le joueur déclare : « J’ai été formé sur le côté gauche du jeu. J’ai commencé sur l’aile gauche puis à Bruges, les différents coachs m’ont fait descendre arrière gauche. Par contre, cette année, mon coach en Bulgarie me fait jouer en défense centrale, côté gauche. Le même positionnement que Benlamri en équipe nationale. Je n’y avais jamais joué auparavant, mais je commence à apprécier ce poste. D’autant plus que j’ai le gabarit pour ce poste (NDLR : 1m88). C’est une bonne évolution pour le moment. ».

## Statistiques

### En club
| Saison                | Club                  | Championnat           | Championnat | Championnat | Championnat | Coupe(s) nationale(s) | Coupe(s) nationale(s) | Coupe(s) nationale(s) | Compétition(s) continentale(s) | Compétition(s) continentale(s) | Compétition(s) continentale(s) | Compétition(s) continentale(s) | Total | Total | Total |
| Saison                | Club                  | Division              | M.          | B.          | P.d.        | M.                    | B.                    | P.d.                  | Comp.                          | M.                             | B.                             | P.d.                           | M.    | B.    | P.d.  |
| 2016-2017             | Club Bruges KV        | Division 1A           | 5           | 0           | 0           | -                     | -                     | -                     | -                              | -                              | -                              | -                              | 5     | 0     | 0     |
| 2017-2018             | Club Bruges KV        | Division 1A           | 3           | 0           | 0           | 0                     | 0                     | 0                     | C1                             | 2                              | 0                              | 0                              | 5     | 0     | 0     |
| Sous-total            | Sous-total            | Sous-total            | 8           | 0           | 0           | 0                     | 0                     | 0                     | -                              | 2                              | 0                              | 0                              | 10    | 0     | 0     |
| 2018-2019             | OH Louvain (prêt)     | Division 2            | 9           | 0           | 0           | -                     | -                     | -                     | -                              | -                              | -                              | -                              | 9     | 0     | 0     |
| 2019-2020             | Beroe (prêt)          | Efbet League          | 16          | 0           | 0           | 2                     | 0                     | 0                     | -                              | -                              | -                              | -                              | 18    | 0     | 0     |
| 2020-2021             | RKC Waalwijk          | Eredivisie            | 32          | 3           | 1           | 1                     | 0                     | 0                     | -                              | -                              | -                              | -                              | 33    | 3     | 1     |
| 2021-2022             | RKC Waalwijk          | Eredivisie            | 28          | 0           | 1           | 1                     | 0                     | 0                     | -                              | -                              | -                              | -                              | 29    | 0     | 1     |
| Sous-total            | Sous-total            | Sous-total            | 60          | 3           | 2           | 2                     | 0                     | 0                     | -                              | -                              | -                              | -                              | 62    | 3     | 2     |
| 2022-2023             | İstanbul Başakşehir   | Süper Lig             | 24          | 0           | 0           | 5                     | 0                     | 0                     | C4                             | 10                             | 1                              | 0                              | 39    | 1     | 0     |
| 2023-2024             | İstanbul Başakşehir   | Süper Lig             | 1           | 0           | 0           | -                     | -                     | -                     | -                              | -                              | -                              | -                              | 1     | 0     | 0     |
| Sous-total            | Sous-total            | Sous-total            | 25          | 0           | 0           | 5                     | 0                     | 0                     | -                              | 10                             | 1                              | 0                              | 40    | 1     | 0     |
| 2023-2024             | US Lecce (prêt)       | Serie A               | 6           | 0           | 0           | 1                     | 0                     | 0                     | -                              | -                              | -                              | -                              | 7     | 0     | 0     |
| 2024-2025             | KV Malines (prêt)     | Division 1A           | 25          | 2           | 0           | 2                     | 0                     | 0                     | -                              | -                              | -                              | -                              | 27    | 2     | 0     |
| 2025-2026             | Panathinaïkos         | Superleague           | -           | -           | -           | -                     | -                     | -                     | C1+C3                          | 2+2                            | 0                              | 0                              | 4     | 0     | 0     |
| Total sur la carrière | Total sur la carrière | Total sur la carrière | 149         | 5           | 2           | 12                    | 0                     | 0                     | -                              | 16                             | 1                              | 0                              | 177   | 6     | 2     |

### En sélection nationale
| Saison                | Sélection             | Phases finales        | Phases finales | Phases finales | Phases finales | Éliminatoires CDM | Éliminatoires CDM | Éliminatoires CDM | Éliminatoires CAN | Éliminatoires CAN | Éliminatoires CAN | Matchs amicaux | Matchs amicaux | Matchs amicaux | Total | Total | Total |
| Saison                | Sélection             | Compétition           | M              | B              | Pd             | M                 | B                 | Pd                | M                 | B                 | Pd                | M              | B              | Pd             | M     | B     | Pd    |
| --------------------- | --------------------- | --------------------- | -------------- | -------------- | -------------- | ----------------- | ----------------- | ----------------- | ----------------- | ----------------- | ----------------- | -------------- | -------------- | -------------- | ----- | ----- | ----- |
| 2020-2021             | Algérie               | -                     | -              | -              | -              | -                 | -                 | -                 | 0                 | 0                 | 0                 | 1              | 0              | 0              | 1     | 0     | 0     |
| 2021-2022             | Algérie               | -                     | -              | -              | -              | 2                 | 1                 | 0                 | 2                 | 0                 | 0                 | 1              | 0              | 0              | 5     | 1     | 0     |
| 2022-2023             | Algérie               | -                     | -              | -              | -              | -                 | -                 | -                 | 1                 | 0                 | 0                 | 4              | 0              | 0              | 5     | 0     | 0     |
| 2023-2024             | Algérie               | CAN 2023              | 0              | 0              | 0              | 0                 | 0                 | 0                 | 0                 | 0                 | 0                 | 3              | 0              | 0              | 3     | 0     | 0     |
| 2024-2025             | Algérie               | -                     | -              | -              | -              | 1                 | 0                 | 0                 | 0                 | 0                 | 0                 | -              | -              | -              | 1     | 0     | 0     |
| Total sur la carrière | Total sur la carrière | Total sur la carrière | 0              | 0              | 0              | 3                 | 1                 | 0                 | 3                 | 0                 | 0                 | 9              | 0              | 0              | 15    | 1     | 0     |

### Matchs internationaux
Le tableau suivant liste les rencontres de l'équipe d'Algérie dans lesquelles Ahmed Touba a été sélectionné depuis le 3 juin 2021 jusqu'à présent.

## Palmarès

### En club
| Club Bruges KV (1)                                                 | İstanbul Başakşehir (0)                    |
| ------------------------------------------------------------------ | ------------------------------------------ |
| - Jupiler Pro League (1): - Champion : 2018 - Vice-Champion : 2017 | - Coupe de Turquie (0): - Finaliste : 2023 |

### Documentaires et interviews
- [vidéo] Mais qui est Ahmed Touba ?, Le Phocéen, 2016[28]

### Sources
- Hermès Van Damme, « Les U19 ont fait forte impression contre le Kazakhstan, mais qui sont les Diables Rouges de demain ? », walfoot,‎ 7 octobre 2016 (lire en ligne)